# Вентворт (Північна Кароліна)
Вентворт (англ. Wentworth) — місто (англ. town) в США, в окрузі Рокінґгем штату Північна Кароліна. Населення — 2662 особи (2020).

## Географія
Вентворт розташований за координатами 36°24′7″ пн. ш. 79°45′16″ зх. д. / 36.40194° пн. ш. 79.75444° зх. д. (36.401989, -79.754402).  За даними Бюро перепису населення США в 2010 році місто мало площу 36,91 км², з яких 36,74 км² — суходіл та 0,17 км² — водойми.

## Демографія
Згідно з переписом 2010 року, у місті мешкало 2807 осіб у 1043 домогосподарствах у складі 776 родин. Густота населення становила 76 осіб/км².  Було 1138 помешкань (31/км²).
Расовий склад населення:
| - 82,5 % — білих - 14,4 % — чорних або афроамериканців - 0,3 % — азіатів - 0,1 % — корінних американців - 1,3 % — осіб інших рас |

До двох чи більше рас належало 1,3 %. Частка іспаномовних становила 3,6 % від усіх жителів.
За віковим діапазоном населення розподілялося таким чином: 22,0 % — особи молодші 18 років, 64,1 % — особи у віці 18—64 років, 13,9 % — особи у віці 65 років та старші. Медіана віку мешканця становила 41,6 року. На 100 осіб жіночої статі у місті припадало 106,5 чоловіків;  на 100 жінок у віці від 18 років та старших — 106,7 чоловіків також старших 18 років.
Середній дохід на одне домашнє господарство  становив 63 484 долари США (медіана — 48 438), а середній дохід на одну сім'ю — 71 620 доларів (медіана — 59 348). Медіана доходів становила 45 357 доларів для чоловіків та 32 589 доларів для жінок. За межею бідності перебувало 9,8 % осіб, у тому числі 5,6 % дітей у віці до 18 років та 7,8 % осіб у віці 65 років та старших.
Цивільне працевлаштоване населення становило 1087 осіб. Основні галузі зайнятості: освіта, охорона здоров'я та соціальна допомога — 25,6 %, виробництво — 19,3 %, роздрібна торгівля — 14,1 %.